# Армянский (Крымский район)
Армя́нский — хутор в Крымском районе Краснодарского края.
Входит в состав Пригородного сельского поселения.

## География
Хутор находится на месте впадения реки Псыж в реку Шибс.

## Население
| 1999 | 2002  | 2010  |
| ---- | ----- | ----- |
| 1616 | ↘1475 | ↗1481 |

## Улицы
| - ул. Берёзовая, - ул. Восточная, - ул. Высоцкого, - ул. Горбатко, - ул. Горького, | - ул. Грушовая, - ул. Есенина, - ул. Заречная, - ул. Механическая, - ул. Миронова, | - пер. Пирогова, - ул. Пирогова, - ул. Полевая, - ул. Труда. |